# Jonas Žemaitis-Vytautas

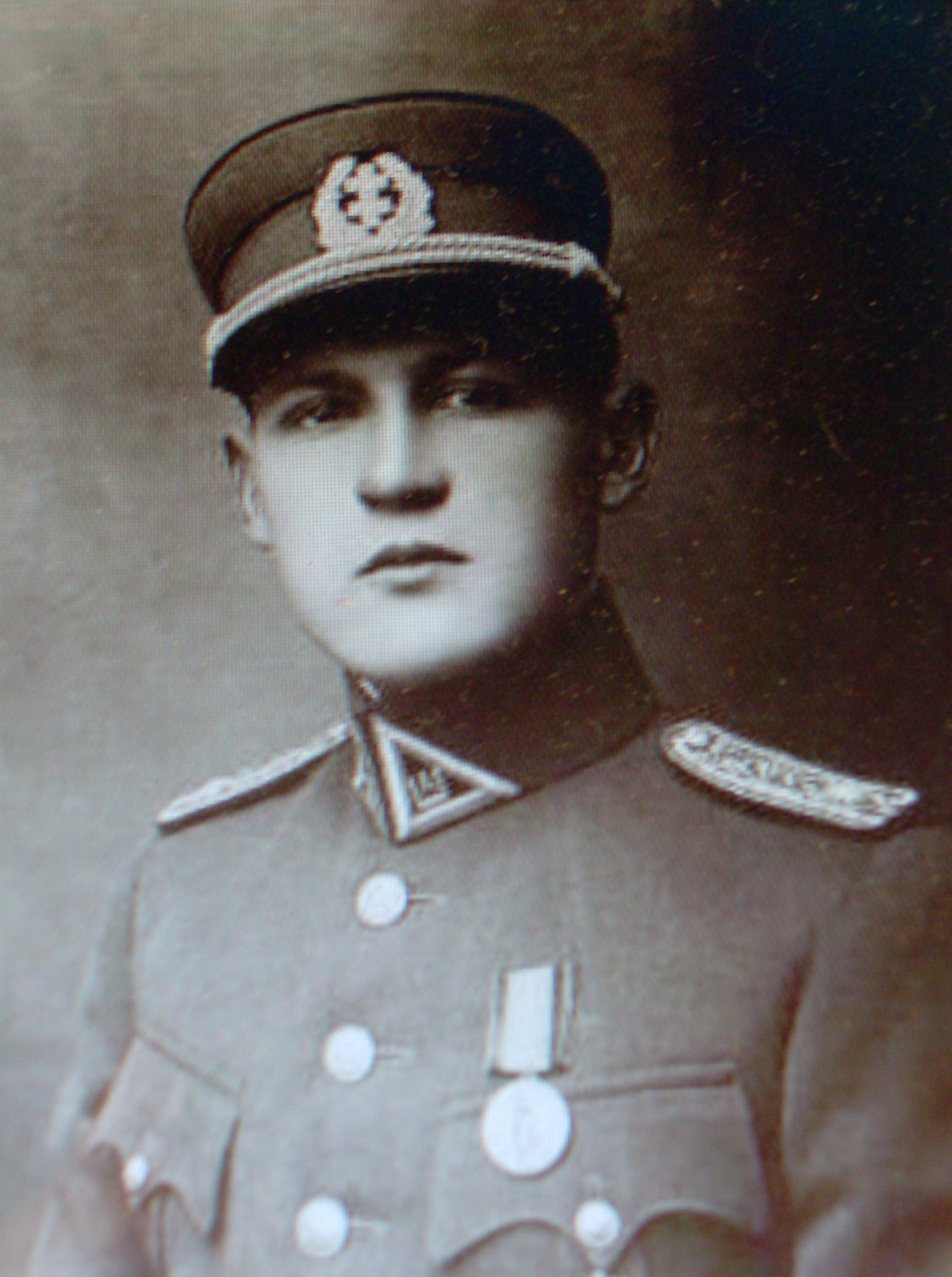
Jonas Žemaitis-Vytautas (1928)

Jonas Žemaitis-Vytautas (* 15. März 1909 in Palanga; † 26. November 1954 im Butyrka-Gefängnis in Moskau) war Oberbefehlshaber der Streitkräfte des litauischen Widerstandes, im Range eines Brigadegenerals.

## Biografie
Jonas Žemaitis wuchs in Raseiniai auf, wo er das Progymnasium Raseiniai besuchte. 1929 absolvierte er die Militärschule Kaunas und zwischen 1936 und 1938 studierte er an der École d’Artillerie de Fontainebleau bei Paris. Ihm wurde dort der Rang eines Hauptmanns verliehen.
Am 16. Februar 1949 wurde er Vorsitzender des Ratspräsidiums der neugegründeten Widerstandsbewegung LLKS (Lietuvos laisvės kovos sąjūdis) und Oberbefehlshaber der Streitkräfte der Widerstandsbewegung bis Dezember 1951 sowie erneut vom Frühling bis Mai 1953. Im Dezember 1951 erlitt er eine Gehirnblutung, in deren Folge er gelähmt wurde und sich verstecken musste. Am 30. Mai 1953 wurde sein Versteck verraten, Žemaitis wurde nach Moskau überstellt und 1954 in der Butyrka-Gefängnis hingerichtet.

## Andenken

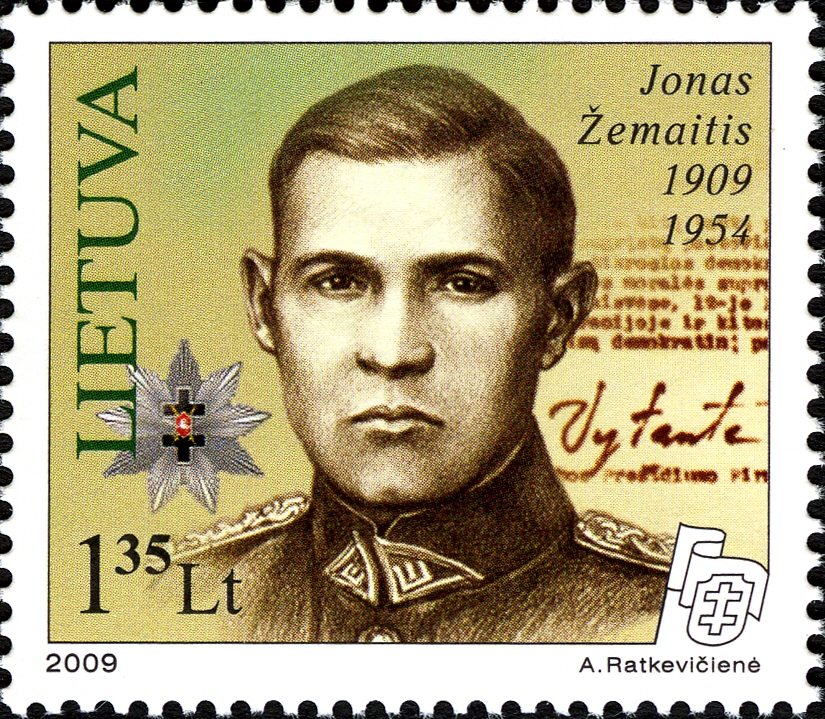
Sondermarke der litauischen Post mit Jonas Žemaitis-Vytautas (2009)

Seit dem 20. November 1998 trägt die Litauische Militärakademie (Lietuvos karo akademija) seinen Namen: Generolo Jono Žemaičio Lietuvos karo akademija. Die litauische Post ehrte ihn im Januar 2009 mit einer Sondermarke. Am 12. März 2009 wurde er vom Litauischen Seimas als Staatsoberhaupt für die Zeit vom 16. Februar 1949 bis zu seinem Tod anerkannt, er gilt nun als vierter Präsident der Republik.